# Убеженська
Убеженська — станиця в Успенському районі Краснодарського краю, центр Убеженського сільського поселення.
Станиця розташована за 20 км на південний схід від Армавіру на правому березі річки Кубань.
Утворена в 1825 році на місці охоронного редуту козаками станиці Темнолесська і однодворцями села Николаївського.

## Адміністративний поділ
До складу Убеженського сільського поселення крім станиці Убеженська входять також:
- х. Державний
- х. Западний
- х. Новенький